# 瓦斯采庫斯泰鄉

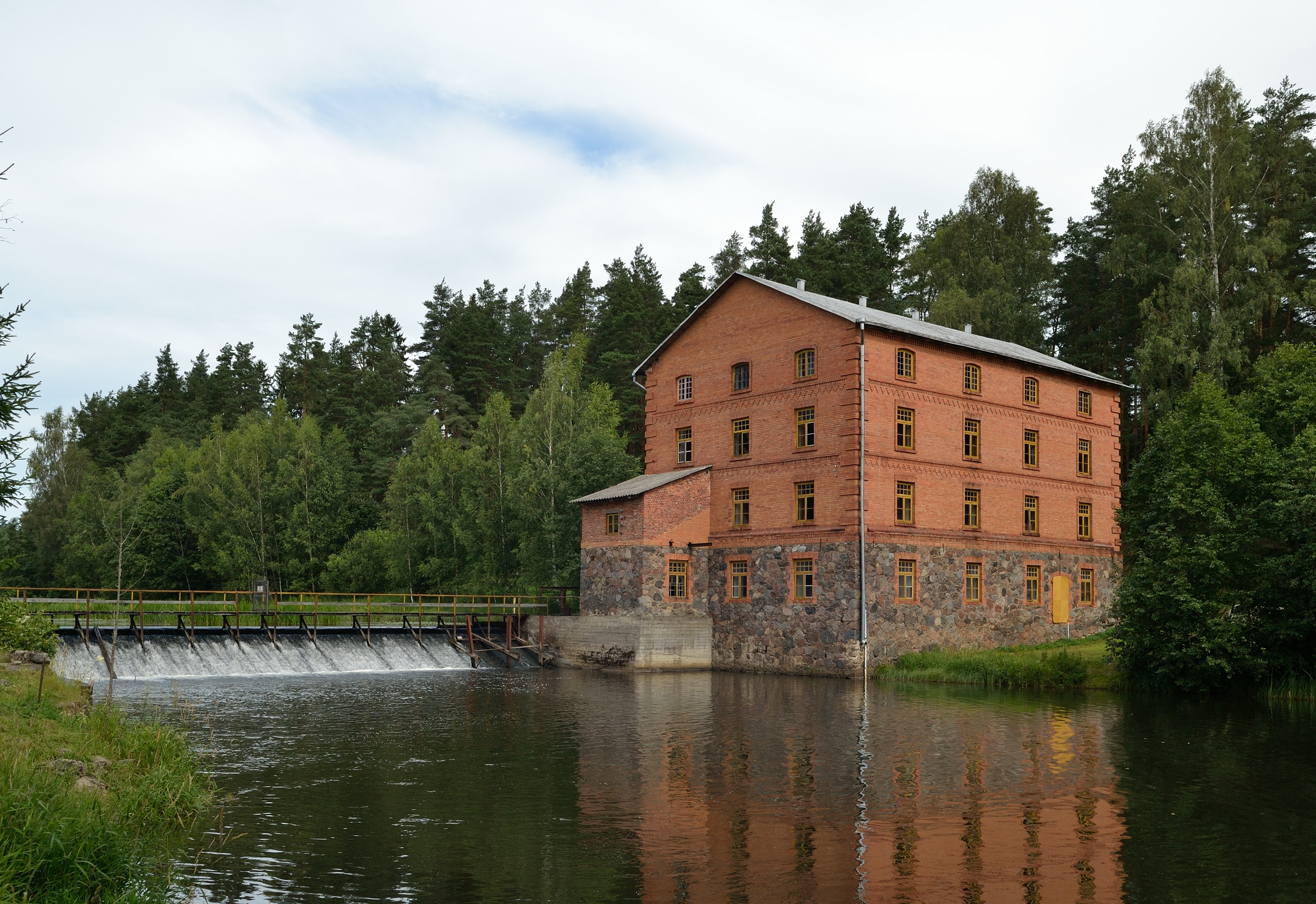
基德湖上的水磨房

瓦斯采庫斯泰鄉，曾是愛沙尼亞珀爾瓦縣的一個鄉村型市镇，位於該國東南部，行政中心設於瓦斯采庫斯泰，面積123平方公里，2009年人口1,255，人口密度每平方公里10人。
2017年爱沙尼亚行政改革后，瓦斯采庫斯泰市镇与其他市镇一起合并为新的珀尔瓦市镇。
58°9′59″N 26°55′58″E / 58.16639°N 26.93278°E